# Prairie d'Élie
La prairie d'Élie (en russe : Ильинский луг, Ilinski loug) est une zakaznik paysagère d'importance régionale de l'oblast de Vladimir en Russie européenne. Situé sur la rive droite de la Kamenka, la prairie se trouve dans le centre de la ville historique de Souzdal, en face du kremlin de Souzdal. Le parc, qui a une superficie d'à peine 40,8 hectares, est la prairie la plus grande de Souzdal. Elle est nommée en l'honneur du prophète Élie, car l'église du Prophète-Élie de Souzdal jouxte la plaine. 
L'histoire de la prairie est liée à l'histoire de Souzdal. Longtemps utilisée comme lieu d'agriculture, elle devient un lieu de pâturage au début de la période soviétique avant de devenir un camp d'entraînement militaire pendant la Seconde Guerre mondiale. Par décret du 19 avril 1999 du gouverneur de l'oblast de Vladimir, la prairie est classée comme aire protégée. 

## Géographie
Le territoire de la prairie se trouve sur la rive droite de la rivière Kamenka, un affluent de la Nerl. La prairie est située dans Souzdal, dans sa périphérie occidentale. De l'autre côté de la Kamenka se situe le centre historique avec le kremlin de Souzdal. La ville de Souzdal est dans l'oblast de Vladimir, un oblast de la Russie européenne, ainsi que dans le raïon de Souzdal.
La frontière sud de l'aire protégée longe les zones résidentielles des rues Proleterskaïa, Nekrassov et Mitchourine. La limite occidentale longe la rive de la Kamenka. Au nord, il y a les zones résidentielles des rues Shmidt et Ilinskiaïa. Enfin, la limite orientale part du collège agricole de Souzdal jusqu'à la colline Ivanova.
La superficie de l'aire est de 40,8 hectares, à laquelle s'ajoute 10,7 hectares de zone tampon (25 mètres de large depuis le bord de la réserve dans chaque direction). Le relief est plat, et la plaine est une zone inondable de la rivière Kamenka. Les sols alluviaux sont majoritaires, avec des marécages et petites étendues d'eau. La prairie est sous pression de l'appauvrissement en eau, des activités humaines adjacentes et du manque de mesure de protection.

## Milieu naturel
L'environnement est caractéristique de l'écorégion de cette zone de Russie, la steppe boisée d'Europe orientale. En termes de nombre d'espèces, on compte 142 plantes vasculaires, ce qui représente l'ensemble de la flore, ainsi que dans la faune 24 vertébrés dans la faune.